# استروتسا
استروتسا (به ایتالیایی: Strozza) یک کومونه در ایتالیا است که در استان برگامو واقع شده‌است.

## خصوصیات
استروتسا ۳٫۸ کیلومترمربع مساحت و ۱٬۰۷۵ نفر جمعیت دارد و ۳۷۸ متر بالاتر از سطح دریا واقع شده‌است.